# Công ty Cổ phần Dịch vụ Bưu chính Viễn thông Sài Gòn

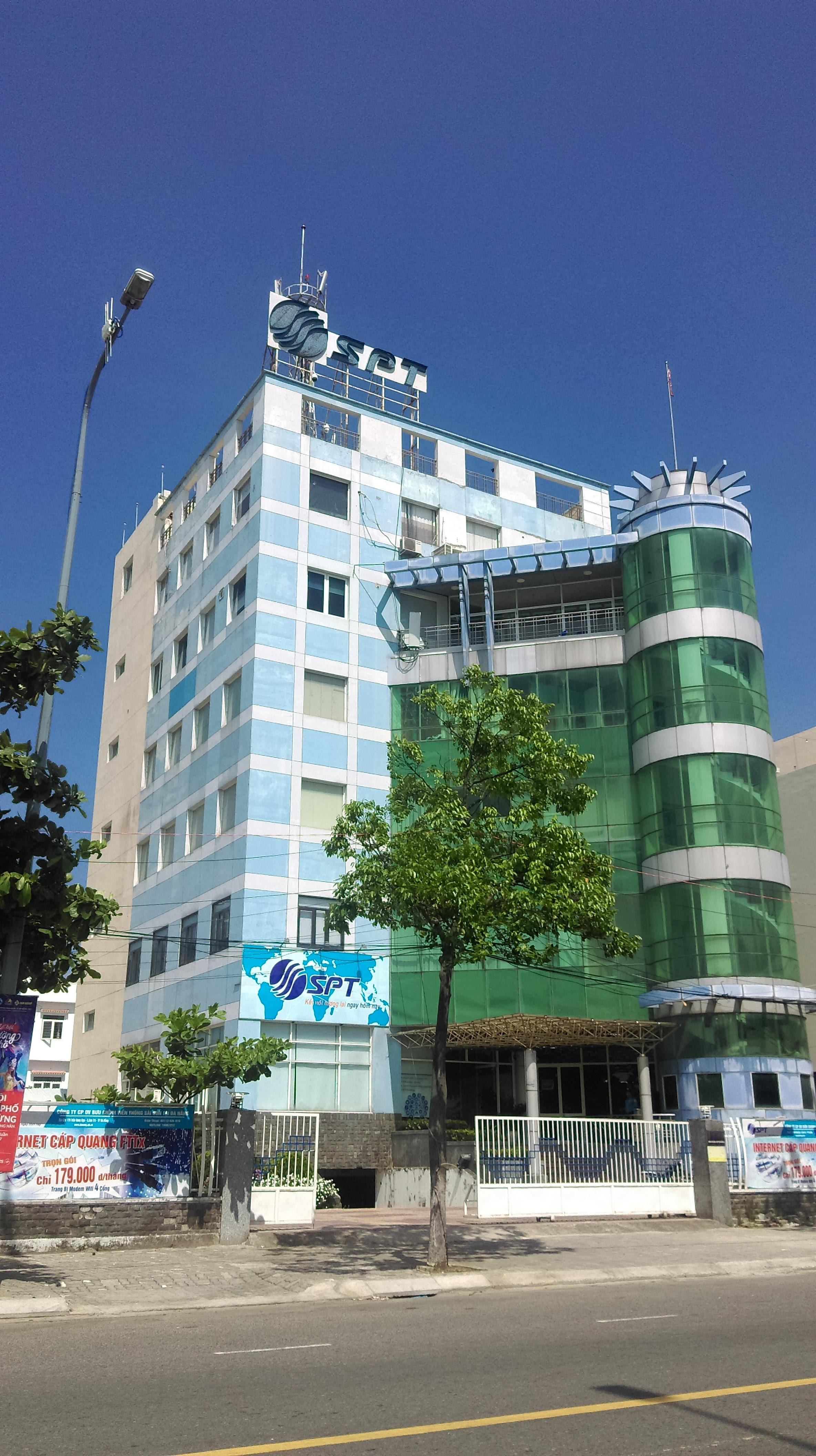
Tòa nhà SPT Đà Nẵng

Công ty dịch vụ Bưu chính Viễn thông Sài Gòn (tên giao dịch tiếng Anh: Saigon Postel Corp., viết tắt SPT) là doanh nghiệp Việt Nam được thành lập vào năm 1995. SPT là doanh nghiệp cổ phần đánh dấu sự chấm dứt thế độc quyền hoàn toàn trong ngành viễn thông Việt Nam (trước đó chỉ có duy nhất VNPT). Từ khi thành lập đến nay, SPT đã cung cấp cho khách hàng các dịch vụ đa dạng, bao gồm dịch vụ Internet ADSL, gọi đường dài trong nước và quốc tế giá rẻ 177 sử dụng công nghệ VoIP, điện thoại cố định SRing với đầu số 4, điện thoại di động S-fone 095 đầu tiên sử dụng công nghệ CDMA tại Việt Nam, chuyển phát bưu chính SGP, SPT cung cấp các dịch vụ trong lĩnh vực bưu chính, viễn thông và CNTT.

Biểu trưng

Từ tháng 09 năm 2023, SPT bị Cục thuế Thành phố Hồ Chí Minh cưỡng chế bằng hình thức ngừng sử dụng hóa đơn do nợ thuế kéo dài. Theo Thông báo số 2534/CTTPHCM ngày 22 tháng 01 năm 2024, Số tiền nợ thuế của SPT đến kỳ tháng 12 năm 2023 là gần 40 tỷ đồng. SPT thuộc TOP 9 doanh nghiệp có số tiền nợ thuế tại Cục thuế Thành phố Hồ Chí Minh.
Ngoài ra, ngày 11 tháng 9 năm 2023, Chi cục Hải quan Quản lý hàng đầu tư (Cục Hải quan TPHCM) đã ban hành quyết định cưỡng chế bằng biện pháp dừng làm thủ tục hải quan đối với hàng hóa xuất khẩu, nhập khẩu của Công ty CP Dịch vụ Bưu chính viễn thông Sài Gòn (số 10 Cô Giang, Phường Cầu Ông Lãnh, Quận 1, TPHCM (Mã số thuế 0300849034) để thi hành nội dung công văn số 10600/CTTPHCM-QLN ngày 30/8/20223 của Cục Thuế TP HCM. Quyết định cưỡng chế nêu rõ lý do bị cưỡng chế, đó là người nộp thuế có tiền thuế nợ quá 90 ngày kể từ ngày hết thời hạn nộp theo quy định, với tổng số tiền thuế bị cưỡng chế trên 38,5 tỷ đồng.

## ngoài
- SPT là nhà cung cấp các cấp dịch vụ bưu chính – viễn thông lớn tại Việt nam với các dịch vụ nổi bật như dịch vụ kết nối Internet cáp quang, dịch vụ kênh truyền dẫn viễn thông, dịch vụ thoại truyền thống/Thoại IP, dịch vụ wifi công cộng (S-wifi), dịch vụ chuyển phát bưu kiện-hàng hóa trong nước & quốc tế.
- Cục Thuế TP HCM công khai danh sách người nộp thuế nợ tiền thuế và các khoản thu khác thuộc NSNN[liên kết hỏng]
- Dừng làm thủ tục XNK hàng hóa doanh nghiệp nợ trên 38 tỷ đồng tiền thuế